# 글뤼바인
글뤼바인(독일어: Glühwein)은 독일의 온포도주이다. 알코올을 함유한 따뜻한 음료로, 중부 유럽에서 전통적으로 성탄절 기간에 성탄 시장에서 자주 소비된다. 그 밖에는 가정집에서 마실 수 있도록 품질에 따라, 병에 담은 글뤼바인을 성탄절 전 기간에 가게에서 살 수 있다. 비슷한 음료로는 글뢰그, 그로그주, 펀치, 포이어창엔보울레(Feuerzangenbowle)가 있다. 

## 역사
글뤼바인의 전신은 고대의 콘디툼 파라독숨(Conditum Paradoxum)이다. 중세에는 히포크라스(Hypocras)처럼 차게 마시는, 향료가 들어간 포도주가 사랑받았는데, 히포크라스는 향료의 재료와 맛에 있어서 오늘날의 글뤼바인과 비슷하였을 것이라고 추측된다.
중부 독일의 가장 오래 전부터 전해지는 글뤼바인 레시피는 아우구스트 요제프 루드비히 폰 바커바르트(August Josef Ludwig von Wackerbarth)의 1843년 12월 11일의 다음과 같은 레시피이다: 칸네(1리터와 비슷)당 계피 4로트(1로트는 대략 16그램을 가리킨다), 생강 2로트, 아니스 1로트, 석류 1로트, 육두구 1로트, 소두구(cardamom) 1로트와 사프란 1그란(약 60밀리그램)을 설탕이나 꿀로 달게 한 것.
1845년에는 글뤼바인이 다음과 같이 묘사되었다:
말린 정향 두세 개와 계피를 조금 넣은 레드와인 반 병을 불 위에 올리고, 취향에 따라 적당히 달게 한 뒤 2-3분 정도 끓게 둔다. 체에 넣어 거른 뒤 유리잔에 담아 제공한다.

병에 담겨서 완성된 제품으로서의 글뤼바인은 1956년 겨울부터 구입할 수 있었는데, 그 당시 루돌프 쿤츠만(Rudolf Kunzmann)이 아우크스부르크-페르제(Augsburg-Pfersee)의 작은 1인 와인창고에서 설탕과 향료를 넣은 와인을 처음으로 병에 담아서 글뤼바인으로 판매했다. 당시 설탕이 아직 재료로서 사용이 금지되어 있었기 때문에, 아우크스부르크의 시장 관리 사무소는 와인법 위반에 대한 벌금 고지서를 포고하였다. 이 벌금고지서가 독일에서 처음으로 병에 담아 판 글뤼바인이라는 증거가 되었다. 이후 와인법이 바뀌면서 글뤼바인도 합법이 되었다.
오늘날 뉘른베르크(Nürnberg)의 게르슈타커 와인창고(Gerstacker Weinkellerei)가 가장 큰 글뤼바인 생산자로, 독일 전체 글뤼바인의 90% 이상의 시장을 점유하며 독일 전체 소매 판매의 98% 이상을 차지한다.

## 생산
글뤼바인을 만들 때는 레드와인 혹은 화이트와인을 다양한 향료(통상적으로 계피, 말린 정향, 레몬 껍질, 팔각)과 함께 가열하고 취향에 따라 달게 한다. 조리 과정에서 글뤼바인이 섭씨 80도가 넘어가도록 가열되는 일은 없어야 하는데, 왜냐하면 글뤼바인에 포함된 알코올이 섭씨 78도부터 기화해 버리기 때문이다. 향료의 맛도 좋지 않게 변해 버리고 설탕의 분해 산물이자 발암물질로 의심되는 히드록시메틸푸르푸랄(Hydroxymethylfurfural)이 생긴다. 소매로 구입이 가능한 글뤼바인의 알코올 최소 함유율은 법에 따라 7%로 정해져 있다.
공장에서 글뤼바인은 보통 질이 낮은 대량의 와인으로 생산되며 매우 강한 단맛을 첨가하는데, 이는 와인의 낮은 품질을 감추기 위함이다. 이러한 글뤼바인은 주로 큰 병이나 종이팩에 담겨 싸게 팔린다. 남유럽산의 강한 와인(스페인산 통에 든 와인 혹은 로네-바이네(Rhône-Weine) 품질 인증을 받은 것)이 알맞은 양의 향료와 매우 적은 설탕을 사용하니 더 괜찮은 품질의 와인을 찾고 있다면 이용할 수 있다.
지역에 따라 다양한 와인이 이용된다. 독일에서는 일반적으로 레드와인이 선택되고, 북부 이탈리아에서는 화이트와인, 오스트리아에서는 두 가지 모두 취급된다. 헤센(Hessen)과 운터프랑켄(Unterfranken)에서는 사과주로 만들어진 변종이 있다. 뉘른베르크에서는 화이트와인으로 만든 글뤼바인이 생산되며, 이는 프랑켄에 널리 퍼져 있다.
럼이나 브랜디 등 화주가 들어간 종류나 아마레토 같은 리큐르들은 글뤼바인이 아니라 펀치이다.
글뤼바인이라는 생산품은 오로지 레드와인이나 화이트와인으로 만들어지고 주로 계피나 말린 정향으로 향을 더하여 향기가 나는 음료로 정의된다. 이 음료의 알코올 최소 함유율은 7%이다.— 베를린 주 보도 자료/ 소비자 보호(Pressemitteilung des Landes Berlin/ Verbraucherschutz)

글뤼바인은 와인을 함유하며 향기가 나는 음료이다 [...] 물을 넣는 것은 금지되어 있다. [...] 글뤼바인의 알코올 함유율은 최소 7%가 되어야 하며 14.5%보다는 적어야 한다.— 라인란트-팔츠 주 전단/ 주립조사청(Merkblatt des Landes Rheinland-Pfalz/ Landesuntersuchungsamt)

성탄절 시장에서 종종 제공되는 “어린이 글뤼바인”은 와인이 아니라 향기가 나고 부분적으로 단맛을 더한 과일주스이다.

## 빈처글뤼바인
빈처글뤼바인은 오로지 와인과 다채로운 향료, 아로마만 원료로 해서 이루어질 수 있다. 물이나 주스 등으로 묽게 해서는 안 된다. 빈처뤼바인의 단맛을 낼 때는 자연적인 당류만 사용될 수 있다.
글뤼바인이 포도원 글뤼바인이라는 타이틀을 얻기 위해서는 포도주 생산자가 자신의 포도원에서 수확한 포도로 만들어야 한다. 그 밖에도 포도주 생산자는 그 글뤼바인을 자신의 포도주 제조시설에서 직접 생산해야 한다.

## 같이 보기
- 글뢰그